# Ernesto Crocco
Ernesto Crocco (Lima, 30 maggio 1895 – Lima, 4 luglio 1955) è stato un calciatore italiano, di ruolo di attaccante.
Era conosciuto come Crocco III, per distinguerlo dai fratelli Felice e Giulio anch'essi calciatori.

## Carriera
Nato in Perù e cresciuto calcisticamente tra le file del Genoa esordì in prima squadra nella stagione 1913-1914 giocando con i suoi fratelli, reggiungendo con i rossoblu il secondo posto della classifica finale alle spalle del Casale.
Dopo la guerra, prestò i suoi servigi al Casteggio, club di seconda fascia, con il quale però partecipò alla Prima Categoria 1921-1922 organizzato dalla FIGC ottenendo il quarto ed ultimo posto del girone C della Lombardia.
Nel 1926 passò al Football Club Vado che militava in Seconda Divisione, e con il club ligure si piazzò al quinto posto del Girone A Nord.
Al termine della sua carriera calcistica tornò in Perù dove morì nel 1955.